# 蔡淑惠
蔡淑惠（1967年1月22日—），中華民國政治人物，中國國民黨籍，現任臺南市議會議員。自省轄市時期便擔任四屆議員，臺南縣市合併後亦任議員至今。

## 生平
蔡淑惠出生於臺南市，父親蔡進添曾任南區田寮里里長。就學於新興國小、大成國中，省立曾文高中畢業後，就讀嘉南藥理科技大學。
先后担任台南市南區婦女會理事長，省轄台南市議會第13－16屆議員，臺南市議會第1－4屆議員。
2019年8月，國民黨徵召蔡淑惠征戰臺南市第五選舉區立法委員，挑戰民進黨現任立委林俊憲，最後以六萬多票落敗。

## 詐領助理費案
2022年3月，蔡淑惠因在議員任期內涉嫌涉詐領助理公費遭檢舉，隨後臺南地檢署指揮調查局南機組人員搜索其服務處、議會辦公室等18處，並傳喚蔡淑惠及其助理、證人等20人到案。檢察官訊問後，將蔡淑惠及邱姓助理則分別諭知以新台幣25萬元、及12萬元交保，其餘被告及證人均請回。2024年9月，臺南地檢署正式起訴蔡淑惠，但因他此前在偵查時已承認部分犯行且繳回犯罪所得533萬餘元，臺南地檢署建議法院斟酌審判。2025年5月，台南地院以《貪污治罪條例》利用職務機會詐取財物罪以及刑法使公務員登載不實等罪判處蔡淑惠有期徒刑2年、緩刑5年，褫奪公權3年。

## 選舉紀錄
| 年度 | 選舉屆數               | 選舉區             | 所屬政黨   | 得票數 | 得票率 | 當選標記 | 備註  |
| ---- | ---------------------- | ------------------ | ---------- | ------ | ------ | -------- | ----- |
| 1994 | 第十三屆臺南市議員選舉 | 臺南市第二選舉區   | 中國國民黨 | 2,835  | 4.50%  |          | [ 9 ] |
| 1998 | 第十四屆臺南市議員選舉 | 臺南市第二選舉區   | 中國國民黨 | 5,010  | 9.37%  |          |       |
| 2002 | 第十五屆臺南市議員選舉 | 臺南市第二選舉區   | 中國國民黨 | 5,320  | 10.55% |          |       |
| 2005 | 第十六屆臺南市議員選舉 | 臺南市第二選舉區   | 中國國民黨 | 8,407  | 14.10% |          |       |
| 2010 | 第一屆臺南市議員選舉   | 臺南市第十五選舉區 | 中國國民黨 | 12,341 | 17.50% |          |       |
| 2014 | 第二屆臺南市議員選舉   | 臺南市第十五選舉區 | 中國國民黨 | 15,012 | 22.56% |          |       |
| 2018 | 第三屆臺南市議員選舉   | 臺南市第九選舉區   | 中國國民黨 | 13,668 | 14.75% |          |       |
| 2020 | 第十屆立法委員選舉     | 臺南市第五選舉區   | 中國國民黨 | 67,364 | 33.76% |          |       |
| 2022 | 第四屆臺南市議員選舉   | 臺南市第九選舉區   | 中國國民黨 | 12,424 | 14.12% |          |       |

## 外部連結
- 蔡淑惠的Facebook專頁
- 蔡淑惠 （页面存档备份，存于）-臺南市議會